# 6 Points
6 Points är en svensk dramafilm från 2004, regisserad av Anette Winblad.

## Handling
Michelle, Anna och Petra är i 20-årsåldern och bästa vänner. Michelle dricker för mycket, Anna har just flyttat ihop med sin pojkvän som misshandlar henne och Petra har startat ett eget café. Gemensamt är att de just har klivit in i vuxenvärlden och  att de tvingas fatta svåra beslut som kan påverka framtiden och sätta vänskapen på prov.

## Rollista i urval
- Sanna Carlstedt – Michelle
- Johanna Granström – Anna
- Erica Carlson – Petra
- Sverrir Gudnason – Marcus
- Göran Forsmark – Annas far

## Om filmen
Filmen hade publikpremiär i Sverige den 23 juli 2004. Den är inspelad i Luleå med omnejd.

### Mottagande
Aftonbladets recensent Karolina Fjällborg gav den tre plus av fem möjliga i betyg och skrev att det är en uppenbar lågbudgetfilm som är realistisk och undviker de vanliga fällorna.
"Vid några tillfällen hettar det till och ibland fnissas det igenkännande, men den mestadels lättköpta poängen ger ingen full pott.", skrev Erik Hedman för SVT Text och gav den två "T" av fem möjliga i betyg.

### Musik i filmen
- Rhythm, kompositör Håkan Calmroth, text Håkan Calmroth och Getty Domein
- Fighting, kompositör Håkan Calmroth, text Håkan Calmroth och Getty Domein
- Take Me Higher
- Magic Carpet
- Still Out There
- After the Rain Comes the Sun
- Castle of Air
- Go Again
- I Don't Mind, kompositör Pernille Rosendahl och Jonas Struck, text Pernille Rosendahl och Per Sunding
- Sunken Treasure, kompositör och text Lotta Wenglén, sång Lotta Wenglén
- New Baby Boom, kompositör Christer Lundberg, text Christer Lundberg, Paul Lachenardière och Nina Natri, sång Nina Natri
- Do You Believe in Shame, kompositör och text Niklas Rundquist
- Never Be a Good Wife, kompositör och text Niklas Rundquist
- Cry Baby, kompositör Filippa Barnekow, text Filippa Barnekow och Niklas Rundquist
- Circles, kompositör Jessica Frank, text Jessica Frank och Niklas Rundquist
- Victim, (Theme Song)kompositör Neil Lee Luck, text Kimberly Dopson, Emelie Lönnerheden och Larry Lee Luck, sång Emelie Lönnerheden
- Don't Know Where to Go, kompositör och text Ketch, framförs av Ketch
- Turn Off the Tap, kompositör och text Ketch, framförs av Ketch
- Kärleksvisa i sommarregn, kompositör och text Susanna Carlstedt, sång Susanna Carlstedt
- Ja, må han leva!

Specialskriven filmmusik
- Niklas Rundquist